# Rourea asplenifolia
Rourea asplenifolia är en tvåhjärtbladig växtart som först beskrevs av Schellenb., och fick sitt nu gällande namn av C.C.H. Jongkind. Rourea asplenifolia ingår i släktet Rourea och familjen Connaraceae. Inga underarter finns listade i Catalogue of Life.